# Nanday-aratinga
A nanday-aratinga (Aratinga nenday), korábban nandajpapagáj, a madarak osztályának papagájalakúak (Psittaciformes) rendjébe és a papagájfélék (Psittacidae) családjába tartozó faj.

## Rendszerezése
A fajt Louis Pierre Vieillot francia ornitológus írta le 1823-ban, a Psittacus nembe Psittacus nenday néven. Egyes szervezetek a Nandayus nem egyetlen fajaként sorolják be Nandayus nenday néven. 15 más nemmel együtt az újvilági papagájok Arini tribusába tartozott. A filogenetikai eredmények alapján azonban átkerült az Aratinga nem négy csoportjának egyikébe. Az Aratinga nem felosztásakor újra az Aratinga nembe került. Ez az átrendezés a korábbi kutatásokon alapult. Ribas és Miyaki (2004) mtDNS-alapú filogenetikai elemzései szerint a nandajpapagáj monofiletikus csoportot alkot a naparatingával, az aranysapkás aratingával és a jandaya-aratingával, amely fajokkal keresztezhető is. Egy kihalt rokonuk az Aratinga vorohuensis, aki a késő pliocén leletekből ismert. Tavares és társai (2005) nukleáris és mitokondriális DNS-elemzése szerint a 30 újvilági papagájnem közül kiválasztott 25 nem 29 faja közül a nappapagáj bizonyult a nandajpapagáj legközelebbi rokonának. A két faj elválásának időpontját 0,5–1,3 millió évre tették.

## Előfordulása
Észak-Argentína, Délkelet-Bolívia, Brazília és Paraguay területén őshonos faj, ráadásul ott is mindenütt széles körben elterjedt. Betelepített állományai találhatóak Puerto Rico, az USA és Uruguay vidékein is.
Természetes élőhelyei a szubtrópusi vagy trópusi síkvidéki esőerdők, mocsári erdők, száraz erdők és szavannák. Állandó, nem vonuló faj.

## Megjelenése
Testhossza 37 centiméter, testtömege 120-141 gramm. Színe elsősorban zöld, feje eleje feketés, mellének eleje kékes, combja narancsvörös, csőre fekete, szivárványhártyája barna, fülfedője sárga. Mellének hátsó része és hasa sárgászöld. Farka alulról szintén sárgászöld. Faroktollainak alsó része mély sötétszürke, felső részük olajzöld, és hegyük kékes. A hím és a tojó egyforma megjelenésűek.
A fiatal példányok hasonlítanak az idősebbekre, viszont kevesebb bennük a kék szín, testhossza kb. 30 cm.
|  |

## Életmódja
Tíz, húsz egyedből álló csoportokba verődve keresi az élelmet, mely magvakból, gyümölcsökből, bogyókból, virágokból, pálmadiókból és rügyekből áll. Rájár a madáretetőkre. A művelt földeken kártevőnek tekintik. Időnként más papagájfajokkal is lehet látni.

## Szaporodása
Fészkét tekintve nagyon igénytelen, akármilyen odúban, lyukban költ, előfordult már, hogy egy kerítés korhadt oszlopában vertek tanyát. 3-6 tojásból áll a fészekalj. A fiókák 25 nap alatt kelnek ki, 49 napos korukban pedig kirepülnek, de még 3-4 hétig etetik őket a szüleik. A fiókák felnevelés után nagy rajokba verődik a következő párzási időszak kezdetéig.

## Tartása
Először 1870-ben hozták Európába. Társas természete és nagy helyigénye miatt röpdében kell tartani legalább párban. Ketreces tartás esetén a ketrecnek legalább 60 × 60 × 75 cm-esnek kell lennie, és naponta legalább hat órát kell a ketrecen kívül töltenie. Ha megfelelően szocializálják és tartják, akkor kiváló társ. Szeret mászni. 
Zajos természete miatt nem különösen népszerű. Napraforgóval, zabbal, fénymaggal, kölessel, búzával, dióval, gyümölcsökkel, zöldséggel, csírázott magvakkal valamint tojásos táplálékkal táplálható. Nem tartható csak magkeveréken, mert lefogy, és hamarabb meghal. Jobban megfelelnek neki a pellet alapú, gyümölccsel és zöldséggel kiegészített tápok. 
Szökésétől és visszavadulásától tartva tartását betiltották Tennessee államban (Amerikai Egyesült Államok).

## Természetvédelmi helyzete
Az elterjedési területe nagyon nagy, egyedszáma pedig növekszik. A Természetvédelmi Világszövetség Vörös listáján nem fenyegetett fajként szerepel.

## Fordítás
- Fordítás: Ez a szócikk részben vagy egészben  a   Nanday parakeet című angol Wikipédia-szócikk fordításán alapul.  Az eredeti cikk szerkesztőit annak laptörténete sorolja fel. Ez a jelzés csupán a megfogalmazás eredetét és a szerzői jogokat jelzi, nem szolgál a cikkben szereplő információk forrásmegjelöléseként.